# Estádio Dr. Osvaldo Scatena
Estádio Dr. Osvaldo Scatena – stadion piłkarski w Batatais, São Paulo (stan), Brazylia, na którym swoje mecze rozgrywa klub Batatais Futebol Clube.